# Michael P. Walters
Michael Patrick Walters (* 5. November 1942 in Portrush, Nordirland; † 22. Oktober 2017) war ein nordirischer Ornithologe und Kryptozoologe.

## Leben
1970 wurde Walters Mitarbeiter an der Vogelabteilung des Natural History Museum in London. Nach dem Umzug der Vogelsammlung nach Tring wurde er 1972 Leiter der oologischen Abteilung, wo er für die weltweit größte Vogeleiersammlung verantwortlich war. Im Mai 2003 beendete Walters den aktiven Museumsdienst, er blieb der Vogelabteilung jedoch noch für mehrere Jahre verbunden, zuerst bei der Arbeit an Typusexemplaren im Rahmen eines Stipendienprogramms des Leverhulme Trust und anschließend als Wissenschaftlicher Mitarbeiter. 
Walters war Autor zahlreicher wissenschaftlicher Artikel, die unter anderen in den Journalen British Birds, Bulletin of the British Ornithologists’ Club, Emu, Journal of the Bombay Natural History Society, Notornis, Ibis und Sandgrouse veröffentlicht wurden. Ferner beschäftigte er sich mit Gilbert und Sullivan und dem Theater der Victorianischen Ära.
Walters veröffentlichte die Bücher The Complete Birds of the World (1980), Eyewitness Handbook: Birds Eggs (1994), Extinct and Endangered birds in the collections of the Natural History Museum (1994, mit Alan G. Knox), A Concise History of Ornithology (2003) und Extinct Birds (2012, mit Julian Pender Hume).
Walters war Mitglied im Oriental Bird Club und in der Ornithological Society of the Middle East. 1992 wurde er Mitglied in der International Society of Cryptozoology und ab 1994 war er Redaktionsmitglied bei den letzten drei Ausgaben des jährlich erschienenen Journals Cryptozoology, das 1996 nach 13 Ausgaben eingestellt wurde.